# Ryszard Parulski
 Ryszard Władysław Parulski est un escrimeur polonais pratiquant le fleuret, né le 9 mars 1938 à Varsovie (voïvodie de Mazovie) et mort le 10 janvier 2017.

## Biographie
Ryszard Parulski a remporté le titre mondial au fleuret lors des  championnats du monde de 1961 à Turin.

## Palmarès
- Jeux olympiques :
  -  Médaille d’argent au fleuret par équipe aux Jeux olympiques de 1964 à Tokyo.
  -  Médaille de bronze au fleuret par équipe aux Jeux olympiques de 1968 à Mexico.
- Championnats du monde d'escrime
  -  Champion du monde de fleuret aux championnats du monde de 1961 à Turin
  -  Champion du monde au épée par équipes  aux championnats du monde de 1963 à Gdansk
  -  Médaille d’argent au fleuret individuel  aux championnats du monde de 1963 à Gdansk
  -  Médaille d’argent au fleuret par équipes  aux championnats du monde de 1963 à Gdansk
  -  Médaille d’argent au fleuret par équipes  aux championnats du monde de 1969 à La Havane
  -  Médaille de bronze au fleuret individuel aux championnats du monde de 1969 à La Havane
  -  Médaille de bronze au fleuret par équipes aux championnats du monde de 1961 à Turin
  -  Médaille d’argent au fleuret par équipes  aux championnats du monde de 1962 à Buenos Aires
  -  Médaille de bronze au fleuret par équipes aux championnats du monde de 1966 à Moscou
  -  Médaille de bronze au fleuret par équipes aux championnats du monde de 1967 à Montréal